# Dinastía ayubí
La dinastía ayubí (1171-1250) fue un linaje de sultanes de Siria y Egipto de origen kurdo. La dinastía se inicia con Saladino (Salah al-Din Yusuf), al ser proclamado sultán de Siria y Egipto, y termina con el sultán Turan Shah, depuesto y muerto por los mamelucos el 2 de mayo de 1250. Algunos autores sitúan el inicio de la dinastía en 1171, fecha en el que Saladino se proclama sultán de Egipto, y otros lo sitúan en 1181, porque, en el periodo entre 1171 a 1181, Saladino dependía administrativamente del sultán de Siria, aun cuando este poder era más formal que real.

## Historia

### El inicio de la dinastía. El fin de los fatimíes
Saladino llegó a El Cairo el 8 de enero de 1169. Los califas fatimíes de Egipto habían solicitado ayuda del sultán de Siria, Nur al-Din, para combatir a las tropas francas de Amalarico, que sitiaban El Cairo, y este envió a su general kurdo Shirkuh a socorrer a los habitantes de la ciudad cercada. Shirkuh se hizo acompañar de su sobrino Saladino.
Al llegar a El Cairo, cuyo sitio había sido levantado por Amalrico seis días antes ante el temor de verse atrapado en una tenaza entre la guarnición de El Cairo y las tropas de Shirkuh, este ordenó ejecutar al visir Shawar, y el 18 de enero ocupó su puesto. Shirkuh falleció poco después, el 23 de marzo. Los consejeros del califa fatimí Al Adid, que gobernaba Egipto, le aconsejaron que nombrase a Saladino su consejero. Este les parecía a los fatimíes un joven inexperto y, por tanto, más fácil de manejar que su tío. Hay que puntualizar que en esta época a Saladino aún no se le conocía con este nombre, sino con el de Yusuf. No fue hasta ser nombrado sultán de Siria cuando adoptó el sobrenombre de Salah Al-Din.
Esta situación suponía un grave conflicto de carácter religioso. Los fatimíes profesaban la variante chií del islam, mientras que el sultán de Siria era un fervoroso suní. Nur al-Din no concebía que una dinastía herética gobernara Egipto y ordenó a Saladino que la derrocase. Este, que en ese momento contaba con la confianza del califa al-Adid, no quiso cumplir la orden, lo que le supuso un primer enfrentamiento con Nur al-Din, pero finalmente, y ayudado por la grave enfermedad y posterior muerte de al-Adid, en 1171 se proclamó sultán de Egipto.

### Reinado de Saladino

#### La conquista de África y Nubia
Tras la muerte de Al-Adid era en teoría un vasallo de Nur al-Din pero en la práctica era el gobernador de facto de Egipto: reconocía la autoridad del sultán de Siria, pero gozaba de total independencia en su gobierno de Egipto, debido a la lejanía entre Damasco y El Cairo, separadas por estados gobernados por los cruzados europeos. La retirada de la campaña contra Karak es normalmente vista como una muestra de independencia. Probablemente Saladino temía que de ver a Nur al-Din, este le impediría regresar a Egipto, temeroso del control que ya tenía del país. También era posible que de atacar entonces al Reino de Jerusalén, que actuaba de estado colchón, este hubiera desaparecido dejando a Saladino solo frente al sirio, que hubiera tenido entonces el pretexto para tomar el poder sobre Egipto. Saladino alegó conjuras fatimíes en su retaguardia, pero Nur ad-Din no aceptó "la excusa".
Un concilio familiar de 1171-1172 muestra ya la independencia de Saladino. Aconsejado por sus emires, Saladino decidió enviar a su sobrino al-Muzaffar Taqi al-Din Umar, a ocupar la región de Cirenaica (en la zona fronteriza del golfo de Sirte) al mando de 500 jinetes. Para ello envió un últimatum a las tribus bereberes de la zona que les exigía la devolución de bienes robados a viajeros y les sometía al pago de impuestos (zakat), que se extraerían de su ganado.
Durante el verano de 1172, un ejército nubio, acompañado de refugiados armenios y antiguos soldados fatimitas fue avistado en la frontera, preparando un sitio contra Asuán. El emir de la ciudad, Kanz al-Dawla, pidió refuerzos a Saladino, que envió a su hermano Turan-Shah. Las fuerzas egipcias se impusieron, pero los nubios regresaron en 1173. Esta vez los egipcios lanzaron un contraataque que llevó a la toma de Ibrim y la conquista del norte de Nubia. Desde Ibrim, Turan-Shah asoló la región obteniendo un armisticio de Dongola. La paz implicó el compromiso nubio de garantizar la seguridad de Asuán, rechazándose la idea de continuar más al sur por la pobreza de la zona.
Nur al-Din exigió el retorno de los 200.000 dinares gastados en el ejército de Shirkuh. Saladino envió 60.000 dinares, "maravillosas manufacturas egipcias", joyas, un burro de gran calidad y un elefante. Durante el viaje a Damasco a entregar los presentes, marchó por tierras cruzadas. No tomó los castillos en el desierto, pero atacó a los beduinos musulmanes que les servían de guías.
Mientras la conquista de Libia continuaba. En 1174, Sharaf al-Din Qaraqush, lugarteniente de Taqi al-Din, tomó Trípoli, que había sido ocupada por los normandos al mando de una fuerza turco-beduina. La zona se convertiría desde entonces en un terreno de lucha intermitente en la zona entre el liberto de Saladino, Karakush, el naciente Imperio almohade y los remanentes del Imperio almorávide.
El 31 de julio de 1173, su padre, Ayub, fue herido tras una caída del caballo, causando su muerte el 9 de agosto. La pérdida de su fiel vasallo contribuyó a aumentar los recelos de Nur al-Din.

#### Conquista de Arabia
En 1174, Saladino envió a Turan-Shah a conquistar Yemen y las zonas circundantes del mar Rojo. La excusa era que dichos territorios no reconocían al califa de Bagdad, siendo para la mayoría de musulmanes herejes, pero autores como al-Maqrizi o Ibn al-Athir suelen considerar que Saladino preparaba un lugar seguro al que huir con su familia de producirse un ataque de Nur al-Din. El gobernante jariyita de Zabid, Mahdi Abd al-Nabi, fue ejecutado en 1174 y el puerto de Adén fue arrebatado a la tribu chií Banu Karam poco después. Turan-Shah también expulsó a los hamdanidas de Saná, en las montañas, en 1175.
Fue un momento histórico para Yemen, que por primera vez vio unidos sus hasta entonces independientes ciudades de Adén, Saná y Zabid. Adén fue el principal puerto índico del reino de Saladino, si bien el gobierno de la provincia se ejercía desde Ta'izz. La llegada del gobierno de Saladino trajo renovación a la ciudad, que vio mejoras en sus infraestructuras, la creación de nuevas instituciones y una ceca propia. La conquista, además de una retaguardia, le proporcionó el dominio marítimo del mar Rojo para lo que estableció una flota costera, al-asakir al-bahriyya, encargada de vigilar la piratería. El mar era una rica zona comercial que incluía Yanbu y las ciudades santas de La Meca y Medina, de gran valor psicológico y propagandístico. Para favorecer el comercio se construyeron infraestructuras costeras. La conquista de Yemen así ayudó también a revitalizar el comercio egipcio. Sin embargo Saladino aún hubo de afrontar revueltas posteriores tras el regreso de Turan-Shah y no fue hasta el nombramiento de su otro hermano Tughtekin Sayf al-Islam como gobernador en 1182 que se consolidó la conquista del país.

#### Sultán de Siria

##### Conquista de Damasco y el sur de Siria
A comienzos del verano de 1174, Nur al-Din se hallaba aparentemente preparando un ataque a Egipto, habiendo enviado peticiones de tropas a Mosul, Diyarbakir y al-Yazira. La familia ayubí mantuvo un concilio sobre como afrontar esta posible amenaza y Saladino congregó a sus tropas a las afueras de El Cairo. Sin embargo, el 15 de mayo moría Nur al-Din, dejando el poder a su hijo de once años as-Salih Ismail al-Malik. Con ello Saladino obtenía de facto total independencia; en una carta al heredero prometía "actuar como una espada contra sus enemigos" y definía la muerte de su padre como "el shock tras un terremoto".
La muerte de Nur al-Din dejó ante Saladino una difícil decisión. Podía atacar a los cruzados desde Egipto o esperar hasta ser invitado por as-Salih en Siria para atacar desde ahí. Podía también ocupar Siria antes de que, como parecía, cayera en manos de un rival, pero temía la hipocresía moral de atacar las tierras del que había sido su señor, algo detestable por su moral islámica y que le invalidaba para encabezar la guerra contra los cruzados. Para anexionarse Siria necesitaba una invitación de as-Salih o una excusa como el potencial peligro cruzado en un caso de desgobierno.
Cuando as-Salih fue llevado a Alepo en agosto, Gumushtigin, emir de la ciudad y capitán de Nur al-Din asumió la regencia. El emir se preparó para desbancar a sus rivales, empezando con Damasco. Ante estas perspectivas, el emir de la ciudad, acudió a Saif al-Din (primo de Gumushtigin) de Mosul en busca de apoyo, siendo rechazado y obligado a acudir a Saladino. Saladino cruzó el desierto con 700 jinetes, pasando por Kerak y alcanzando Bosra, y siendo seguido por "emires, soldados, turcos, kurdos y beduinos en cuyo rostro se veían las emociones de sus corazones". El 23 de noviembre llegó a Damasco entre vítores y descansó en la antigua casa de su padre en la ciudad, hasta que se le abrieron las puertas de la Ciudadela de Damasco, donde se estableció y recibió el homenaje de los ciudadanos.

##### Alepo y el norte de Siria
Dejando a su hermano Tughtigin como gobernador de Damasco, Saladino avanzó al norte con ánimo de someter otras ciudades que antaño pertenecieron al imperio de Nur al-Din pero que tras su muerte habían devenido en casi independientes. Tomó Hama sin muchos problemas, pero evitó la poderosa fortaleza de Homs. Se movió luego hacia Alepo, que sitió el 30 de diciembre de 1174 después de que Gumushtigin se negara a abandonar el trono. Pero as-Salih, que temía a Saladino, dejó el palacio y pidió a la población que no se rindiera.
¡Mirad a este hombre injusto e ingrato que quiere quitarme mi país sin consideración para Dios ni para los hombres! Soy huérfano y cuento con vosotros para defenderme en memoria de mi padre que tanto os amó."
as-Salih al-Malik
Uno de los cronistas de Saladino dijo que "la gente cayó bajo su embrujo".
Gumushtigin pidió ayuda a Rashid ad-Din Sinan, gran maestro de los asesinos, secta que estaba enemistada con Saladino (se trata de una corriente fatimí, que había visto con gran enojo el fin del califato egipcio). Estos planearon asesinar a Saladino en su campamento. Un grupo de 13 asesinos entró fácilmente en el mismo, pero fueron detectados antes de haber cometido el crimen. Uno cayó ante un general de Saladino y los otros fueron reducidos mientras trataban de huir. Para complicarlo todo aún más, Raimundo III de Trípoli congregó a sus fuerzas en Nahr al-Kabir cerca del territorio musulmán. Amagó un ataque contra Homs, pero se replegó después de oír que Saif al-Din enviaba refuerzos.
Mientras, los enemigos de Saladino en Siria y Mesopotamia llevaron a cabo una guerra de propaganda, basándose en la idea de que "había olvidado su condición de vasallo" y no mostraba gratitud por su antiguo señor sitiando a su hijo "en rebelión contra su señor". Saladino intentó contrarrestar esta propaganda levantando el sitio y afirmando que estaba defendiendo el islam contra los cruzados. Regresó con sus tropas a Hama a enfrentar un ejército cruzado, que se retiró permitiendo a Saladino proclamar "una victoria que abría las puertas de los corazones de los hombres". Poco después lograba entrar en Homs y tomar su ciudadela (marzo de 1175) a pesar de una terca resistencia de los defensores.
Los éxitos de Saladino alarmaron a Saif al-Din. Cabeza de los zénguidas, incluyendo a Gumushtigin, veía Siria y Mesopotamia como sus tierras y se enojó ante "la usurpación de Saladino". Saif al-Din reunió un gran ejército y marchó con él a Alepo, donde los defensores le esperaban ansiosamente. Las fuerzas combinadas de Alepo y Mosul marcharon contra Saladino en Hama. Severamente sobrepasado en número, Saladino negoció abandonar las tierras al norte de Damasco, pero no se llegó a ningún acuerdo. Los zénguidas querían su retorno a Egipto. Siendo inevitable la confrontación, Saladino tomó posiciones ventajosas en las colinas del río Orontes. El 13 de abril de 1175, los zénguidas marcharon contra él, pero pronto se vieron envueltos por tropas más veteranas y mejor posicionadas, que los aniquilaron. La batalla fue una victoria decisiva para Saladino que persiguió al ejército en fuga hasta las puertas de Alepo, forzando a los consejeros de as-Salih a reconocerle su dominio no solo de Damasco, sino de Homs, Hama y ciudades más cercanas a Alepo como Maarat an-Numan o Baalbek.
Tras su victoria, Saladino se proclamó rey y eliminó el nombre de as-Salih de la oración del viernes y de las monedas. Desde entonces, se debía orar por él en todas las mezquitas de Egipto y Siria y acuñar moneda en El Cairo con su nombre, al-Malik an-Nasir Yusuf Ayyub, ala ghaya "el rey fuerte en la ayuda, José hijo de Job, alabado sea". El Califato Abbasí le reconoció la autoridad auto concedida y le declaró "Sultán de Egipto y Siria".
Esta batalla de Hama no terminó sin embargo con las luchas de poder entre ayubíes y zénguidas. La confrontación final se prolongó hasta la primavera de 1176. Saladino trajo tropas de Egipto mientras Saif al-Din realizaba levas entre los estados vasallos de Diyarbakir y al-Yazira. Cuando Saladino cruzó el Orontes, dejando Hama, hubo un eclipse de Sol. A pesar de verlo como un presagio, continuó la marcha, alcanzando el Túmulo del Sultán, a 24 km de Alepo. Ahí sus fuerzas encontraron al ejército de Saif al-Din. Una lucha mano a mano se inició, donde los zénguidas lograron sobrepasar el ala izquierda de Saladino antes de que él personalmente cargara contra la guardia zénguida. Ante este ataque los zénguidas rompieron en pánico, siendo muertos la mayoría de los oficiales y escapando por los pelos Saif al-Din. El campamento zénguida con sus caballos, bagaje, tiendas y provisiones fueron capturados. Saladino sin embargo liberó con regalos a sus prisioneros y repartió el botín entre su ejército sin quedarse nada para él.
Continuó contra Alepo, que le recibió con las puertas cerradas. Por el camino había tomado Buza'a y Manbiŷ. Desde ahí se dirigió al Este para sitiar la fortaleza de A'zaz el 15 de mayo de 1176. Unos pocos días después, con Saladino descansando en una tienda, un asesino entró, golpeándole en la cabeza con un cuchillo. El casco de su armadura le salvó y logró agarrar al asesino por la mano gracias a llevar su gambesón. El asesino fue ejecutado y Gumushtugin y los nizaríes acusados del atentado, reforzándose el sitio de la ciudad.
A'zaz se rindió el 21 de junio de 1176, y Saladino se apresuró con sus tropas a Alepo para castigar a Gumushtigin. Sus asaltos fueron rechazados pero no solo logró firmar una tregua sino incluso un pacto de alianza con Gumushtigin y as-Salih que a cambio de mantener la ciudad reconocía a Saladino todo lo que había conquistado. Los emires de Mardin y Keyfa, aliados con Alepo, también reconocieron a Saladino como señor de Siria. Tras la firma del tratado, la hermana pequeña de as-Salih acudió a Saladino reclamando el retorno de la fortaleza de A'zaz. Saladino accedió y la escoltó de vuelta a Alepo con numerosos regalos.

##### Lucha con los cristianos
Tras dejar las montañas de al-Nusayri, Saladino regresó a Damasco y licenció a sus tropas sirias. Dejó a su hermano Turan Shah al cargo de Siria y marchó a Egipto con su corte personal, alcanzando El Cairo el 22 de septiembre. Tras dos años ausente, tenía mucho que supervisar en el país del Nilo, particularmente obras y proyectos que había dejado en El Cairo. Reparó y amplió las murallas de la ciudad y comenzó la construcción de la Ciudadela de El Cairo. También dio orden de construir el pozo de 85 metros Bir Yusuf. Su mayor obra pública fuera de la ciudad fue un gran puente en Guiza, que pretendía facilitar la defensa contra invasiones moras.
Saladino permaneció en El Cairo supervisando su gobierno y construyendo la Madrasa de los Hacedores de Espadas. En noviembre de 1177, lanzó una razzia sobre Palestina. Los cruzados habían penetrado en el territorio de Damasco y Saladino tomó la tregua como algo que ya no tenía valor preservar. Los cristianos enviaron una gran porción de su ejército para sitiar Harim, al norte de Alepo, descuidando su frontera sur. Saladino creyó que la ocasión estaba madura y marchó contra Ascalón, a la que llamó la "novia de Siria". Guillermo de Tiro registra que el ejército ayubí constaba de 18 000 esclavos negros del Sudán y 8000 soldados de élite turcomanos y kurdos. El ejército asoló la campiña, saqueó Ramla y Lod y llegó a las puertas de Jerusalén.
Saladino permitió al rey Balduino entrar en Ascalón con los Caballeros Templarios de Gaza sin tomar precauciones contra un ataque sorpresa. Aunque los cruzados apenas tenían 375 caballeros, Saladino dudó en emboscarles ante la presencia de tropas veteranas y oficiales expertos. El 25 de noviembre de 1175, con el grueso de su ejército ausente, Saladino y sus tropas se vieron sorprendidos en Tell Jezer, cerca de Ramala. Antes de que pudieran formar en orden de batalla, los templarios rompieron sus líneas. Saladino trató inicialmente de organizar a sus hombres, pero ante la muerte de su guardia vio inevitable la derrota y con las pocas tropas que le quedaban montó un camello hasta Egipto. En las crónicas cristianas es conocida como la batalla de Montgisard.
Sin desanimarse por su derrota en Tell Jezer, Saladino se preparó para luchar con los cruzados otra vez. En la primavera de 1178, acampaba bajo los muros de Homs mientras tenían lugar escaramuzas entre sus generales y los cruzados. Sus tropas en Hama ganaron una batalla y le trajeron los despojos del enemigo, con muchos prisioneros a Saladino, que ordenó su decapitación para "lavar de basura las tierras de los Creyentes". Pasó el resto del año en Siria, sin luchar con sus enemigos.
Los espías de Saladino le informaron de que los cruzados planeaban una expedición en Siria. El sultán ordenó a su general Farrukh-Shah, patrullar la frontera de Damasco con mil soldados en espera de un ataque para retirarse sin presentar batalla y avisar con antorchas en las colinas para que Saladino marchara. En abril de 1179, los cruzados dirigidos por Balduino, que no esperaba resistencia a su ataque sorpresa al este de los Altos del Golán, iniciaron la expedición. Avanzaron demasiado aprisa en persecución de Farrukh-Shah que concentraba a sus tropas al sudeste de Quneitra y se vieron derrotados por los ayubís en la conocida como batalla de Maryayún. Con la victoria, Saladino trajo refuerzos y solicitó mil quinientos jinetes a su hermano al-Adil en Egipto.
En el verano de 1179, Balduino había construido un puesto avanzado en el camino a Damasco y pretendía fortificar un paso a través del río Jordán, conocido como el vado de Jacob, que controlaba el acceso a la llanura de Banias, dividida entre musulmanes y cristianos. Saladino ofreció cien mil piezas de oro a Balduino a cambio de abandonar el proyecto, particularmente ofensivo por ser un lugar santo para los musulmanes, pero no hubo trato. Así resolvió destruir la fortaleza y movió sus cuarteles a Banias. Como los cruzados se apresuraron a atacar sus fuerzas, perdieron la formación. Tras un éxito inicial, persiguieron al enemigo hasta perder cualquier orden y fueron arrollados por las tropas de Saladino. Esta batalla del Vado de Jacobo y la toma de la fortaleza el 30 de agosto de 1179 fue una victoria clave para Saladino.
En la primavera de 1180, mientras Saladino estaba en las proximidades de Safad, esperando comenzar una nueva campaña, Balduino envió mensajeros con propuestas de paz. Tras sequías y malas cosechas, andaba escaso de provisiones y aceptó. Raimundo III de Trípoli se opuso a la tregua, pero una incursión en sus tierras y la visión de la flota de Saladino en Tartus le convencieron.

#### Caudillo del Islam

##### Conquista de Mesopotamia
El principal príncipe zénguida, Saif al-Din, murió en junio de ese año sucediéndole su hermano Izz al-Din en Mosul. El 4 de diciembre, el hijo de Nur al-Din y cabeza teórica de la familia as-Salih moría tras haber hecho a sus oficiales jurar lealtad a Izz al-Din, en un intento de crear un poder zénguida que pudiera compensar a Saladino. Izz al-Din fue bienvenido en Alepo, pero las expectativas de su gobierno como líder de la dinastía le sobrepasaron y cambió Alepo por Sinjar a su hermano Imad al-Din Zangi. Saladino no prestó oposición alguna en respeto a los tratados de paz con la familia.
El 11 de mayo de 1182, Saladino con la mitad de su ejército y numerosos no combatientes marchó de El Cairo a Siria. En la noche anterior a su marcha, se sentó con el tutor de uno de sus hijos que citó un verso: "disfruta del perfume de la planta de ojo de buey de Nechd, tras esta tarde no vendrá". Saladino vio en ello un presagio malvado y nunca vio de nuevo Egipto. Sabiendo que las fuerzas cruzadas se congregaban para interceptarlo, cruzó el desierto de la península del Sinaí hasta Eilat y el golfo de Aqaba. Sin encontrar oposición, saqueó la campiña de Montreal, mientras las fuerzas de Balduino vigilaban sin intervenir. Llegó a Damasco en junio para descubrir que Farrukh-Shah había atacado Galilea, saqueando Daburiyya y tomado Habis Jaldek, fortaleza de gran importancia. En julio, Saladino le encomendó atacar Kawkab al-Hawa, donde libró la batalla del Castillo Belvoir, que resultó en un empate. Más tarde, en agosto, se lanzó un ataque terrestre y marítimo sobre Beirut para el que construyó 30 galeras, que estaba a punto de fracasar cuando Saladino se retiró para enfocar la ocasión que se planteaba en Mesopotamia.
Kukbary, que gobernaba en Harrán invitó a Saladino a ocupar la región de Yazira, en el norte de Mesopotamia. Saladino aceptó y dio por finalizada la tregua con los zénguidas en septiembre de 1182. Antes de su marcha a Yazira habían estallado luchas intestinas entre los zénguidas, muchos de los cuales no querían reconocer primacía alguna a Mosul. Antes de cruzar el río Éufrates Saladino sitió durante tres días Alepo, declarando así el final de la tregua.
Una vez alcanzada Bira, en la ribera de dicho río, se le unieron Kukbary y Nur al-Din; sus fuerzas combinadas tomaron primero Edesa, luego Saruj y luego Raqqa. Raqqa era una importante encrucijada de caminos defendida por Qutb al-Din Inal, que había perdido Manjib frente a Saladino en 1176 y ante el enorme ejército de Saladino, se rindió a cambio de conservar sus propiedades. Saladino impresionó a los habitantes de la ciudad al publicar un decreto que eliminaba varios impuestos y los tachaba de los registros porque "los más miserables regentes son aquellos que están gordos mientras su gente está delgada". De Raqqa se movió conquistando sucesivamente al-Fudain, al-Husain, Maksim, Durain, Araban y Khabur, que le juraron lealtad. Sus conquistas siguieron por Karkesiya y Nusaybin. Saladino tomó Nusyabin sin encontrar resistencia. De tamaño mediano, no era muy importante, pero tenía una posición estratégica entre Mardin y Mosul y estaba cerca de Amid (Diyarbakır).
En el medio de estas conquistas, Saladino fue informado de que los cruzados saqueaban las aldeas de la comarca de Damasco. Su réplica fue "Dejadles... mientras destruyen aldeas estamos tomando ciudades, cuando volvamos tendremos más fuerzas para luchar con ellos". Mientras en Alepo, el emir zénguida de la ciudad saqueaba ciudades fieles a Saladino como Balis, Manjib, Saruj, Buza'a o al-Karzain. También destruyó su propia ciudadela en A'zaz para evitar que los ayubís pudieran usarla contra él.

##### Problemas en el mar Rojo
El 2 de marzo de 1182, en la tregua en su campaña siria, al-Adil escribió desde Egipto una carta a Saladino informándole de que los cruzados habían atacado «el corazón del islam». Reinaldo de Chatillon, un polémico y violento señor fronterizo, había enviado barcos desde el golfo de Áqaba a saquear la costa del mar Rojo. No se trataba de un intento de conquista, sino de mera piratería. Imad al-Din escribe que el ataque alarmó a los musulmanes, que no estaban acostumbrados a tales ataques en un mar que controlaban al completo e Ibn al-Athir añade que los habitantes no tenían experiencia alguna con los cruzados, ni como enemigos ni como mercaderes.
Ibn Yubair fue informado de que dieciséis barcos musulmanes fueron quemados por los cruzados, que capturaron un buque con peregrinos en Aidab. También informó de que planeaban atacar Medina y llevarse el cuerpo del profeta Mahoma. Al-Maqrizi escribe que querían llevárselo a territorio cristiano para forzar a los musulmanes a peregrinar allí. Afortunadamente para Saladino, al-Adil había llevado su flota desde Fustat y Alejandría al mar Rojo bajo el mando de un mercenario armenio llamado Lu'lu. Los navíos de al-Adil rompieron el bloqueo cruzado, destruyendo la mayoría de sus barcos y persiguieron a los que echaron el ancla y huyeron al desierto. Los supervivientes, ciento setenta en total, fueron ejecutados siguiendo órdenes de Saladino en varias ciudades musulmanas.

##### Lucha por Mosul
A medida que Saladino se acercaba a Mosul, se enfrentó al problema de tomar una gran ciudad y justificar la conquista. Los zénguidas de Mosul apelaron a an-Nasir, el califa abasí de Bagdad cuyo visir les era favorable. An-Nasir envió a Sheij al-Shuyuj (una figura de alto rango) para mediar. Saladino llegó ante los muros de la ciudad el 10 de noviembre de 1182. Izz al-Din no aceptó sus términos que veía desproporcionados y Saladino en seguida puso sitio a la ciudad, muy fortificada.
Tras varias escaramuzas menores se llegó a un punto muerto, promovido por el califa. Saladino trató de retirarse sin sufrir daños en su imagen y manteniendo presión sobre Izz al-Din. Decidió atacar Sinjar, defendida por el hermano de Izz al-Din, Sharaf al-Din. La ciudad cayó tras un sitio de 15 días el 30 de diciembre. Las fuerzas ayubís perdieron el orden, saqueando la ciudad. Saladino solo logró proteger al gobernador y sus oficiales enviándolos a Mosul. Tras establecer una guarnición en la ciudad, esperó la llegada de una coalición de Alepo, Mardin y Armenia. Saladino los esperó con su ejército en Harrán en febrero de 1183, pero ante su avance enviaron mensajeros a Saladino solicitando la paz. Cada ejército regresó a sus ciudades y al-Fadil escribió "Avanzaron como hombres, se desvanecieron como mujeres" en referencia a las tropa de Izz al-Din.
Desde el punto de vista de Saladino la guerra marchaba bien. Había logrado conquistar amplios territorios, pero no había logrado el objetivo de tomar la ciudad. Su ejército, sin embargo, se iba reduciendo; Taqi al-Din llevó a sus hombres de vuelta a Hama mientras Nasir al-Din Muhammad y sus fuerzas se marcharon. Esto animó a Izz al-Din y sus aliados que retomaron la ofensiva. La coalición se reunió en Harzam, al norte de Harran. A comienzos de abril, sin esperar a Nasir al-Din, Saladino y Taqi al-Din avanzaron contra ellos, marchando al Este, a Ras al-Ein sin dificultades. A finales de abril, tras tres días de "verdadera lucha" según Saladino, los ayubís capturaron Amid (Diyarbakır). Entregó la ciudad a Nur al-Din Muhammad con sus provisiones (80.000 velas, una torre llena de flechas y 1.040.000 libros). A cambio de la ciudad, este le juró obediencia y le prometió seguirle en sus campañas así como restaurar la ciudad. La caída de Amid también convenció a Il-Ghazi de Mardin de pasarse al lado de Saladino, debilitando más a Izz al-Din.
Saladino intentó justificar ante el califa an-Nasir sus campañas contra Izz al-Din y le solicitó justificación legal para ocupar Mosul. Saladino recordaba que mientras él había devuelto Egipto y Yemen a la autoridad del califato abasí, los zénguidas de Mosul se apoyaban en los selyúcidas, rivales del califato y solo acudían a an-Nasir cuando le necesitaban. También responsabilizaba a Izz al-Din de evitar la yihad o "guerra santa" contra los cruzados, afirmando que "no solo no luchan ellos, sino que previenen que lo hagan los que pueden". Justificó su conquista de Siria por la lucha contra los cristianos y la herejía asesina. Prometió que si Mosul le era entregado, tomaría para el islam Jerusalén, Constantinopla, Georgia y el Imperio almohade (que tampoco reconocía al califa de Bagdad) hasta que «la palabra de Dios sea suprema y el califato abasí haya limpiado el mundo, convirtiendo iglesias en mezquitas». Decía que esto ocurriría por la voluntad de Dios y que a cambio del apoyo del califato le entregaría Tikrit, Daquq, Juzestán, Kish y Omán.

#### La yihad

##### El comienzo y la batalla de Hattin
La guerra que acabaría con los cristianos de ultramar fue provocada por Reinaldo de Châtillon, noble que ha llegado hasta nuestros días con la imagen de señor de tierras en la frontera y famoso por practicar el bandidaje y el saqueo. Había violado treguas anteriormente por atacar caravanas, capturando peregrinos en dirección a La Meca, tratando de profanar los lugares santos musulmanes y saqueando la isla cristiana de Chipre, amén de ser frecuente protagonista de las intrigas por el poder en la corte de Jerusalén. Los cronistas modernos suelen presentarlo como un extremista que forzó la guerra aun cuando no tenía forma posible de ganarla. Sin embargo, había sido uno de los pocos que había causado serios problemas a Saladino: al atacarle en su propia tierra poniendo en peligro los lugares santos musulmanes, dañó su imagen de Sultán y líder moral de los musulmanes, resistió el asedio de Saladino en la fortaleza del Krak de los Caballeros y era veterano de la batalla de Montgisard, la última gran victoria cruzada en Tierra Santa y de Le Forbelet, un empate contra Saladino tras la batalla de Afula.
Reinaldo atacó en 1186, contraviniendo la tregua pactada, una gran caravana musulmana en la que se llegó a decir que viajaba la misma hermana de Saladino, cosa incierta. Ante las previsibles represalias del entonces principal líder de los musulmanes, el rey consorte de Jerusalén Guido de Lusignan realizó levas reuniendo a todas las fuerzas del reino, con las que se dirigió contra Saladino, que contó con la ayuda de la ambigüedad de Raimundo III de Trípoli, miembro de una facción cortesana opuesta a Reinaldo, que inicialmente no se opuso a la marcha de Saladino por sus tierras del Principado de Galilea lo que le garantizó que sus fortalezas no fueran atacadas. Sin embargo, terminó uniéndose al ejército real que Reinaldo lideró contra la marcha de Saladino en Galilea. El enfrentamiento final se produjo en 1187, junto a unas colinas llamadas los Cuernos de Hattin. En la batalla los ataques de la caballería ligera y los arqueros sarracenos hicieron que el ejército cruzado se retrasara en su idea de llegar al lago Tiberíades y hubo de acampar en la llanura de Maskana. Finalmente sedientos y sin fuerzas, fueron derrotados por Saladino.
La victoria fue total para Saladino: había destruido casi la totalidad de las fuerzas enemigas, había capturado a los principales caudillos (el rey Guido de Lusignan, Reinaldo de Châtillon, el gran maestre de la Orden del Temple, Gérard de Ridefort...), había capturado o eliminado a la mayoría de los caballeros de las órdenes religiosas (incluyendo a Roger de Moulins, gran maestre del Hospital) y había arrebatado a los cristianos la Vera Cruz, su más preciada reliquia.
Solo unos pocos barones pudieron escapar y encabezar una cierta resistencia a Saladino. El conde Raimundo III de Trípoli, que comandaba la vanguardia pudo escapar de la captura al abrir el cerco los musulmanes y sorpresivamente no importunarle en su carga. No volvió grupas para ayudar al resto del ejército cristiano. Joscelino III de Edesa, Balián de Ibelín y Reinaldo de Sidón, que comandaban la retaguardia, pudieron romper la defensa musulmana y escapar igualmente.
Los prisioneros ilustres fueron bien tratados, de hecho se cuenta la anécdota de como Saladino ofreció una copa de nieve al rey de Jerusalén, sediento por la travesía en el desierto. La única excepción fue Reinaldo que fue ejecutado por el mismo Saladino, según se cuenta, cuando trató de coger la copa que había dado a Guido de Lusignan como muestra de hospitalidad, ya que Saladino había prometido matarlo con sus propias manos por la crueldad que había mostrado en contra, incluso, de civiles indefensos y a pesar de la tregua pactada. La costumbre en la región era dar merced al enemigo una vez se hubiera comido y bebido con él y Saladino no quería que la hospitalidad que ofrecía al rey se extendiera a Reinaldo.

No es el deseo de reyes matar reyes, pero ese hombre había trasgredido todas las fronteras, y por eso le traté así
Saladino

##### La conquista de Jerusalén
Tras su victoria en Hattin, Saladino ocupó el norte del Reino de Jerusalén, conquistando Galilea y Samaria sin demasiada dificultad aprovechándose tanto de la falta de un ejército cristiano con casi todas las fuerzas militares cristianas eliminadas o capturadas en Hattin y la confusión y falta de un mando organizado con el rey, los principales gobernantes y los maestres de las órdenes religiosas prisioneros. Tiberíades, capital del principado de la mujer de Raimundo de Trípoli fue finalmente asediada y tomada. Saladino marchó contra la costa, reduciendo la defensa de Acre y tomando el próspero puerto costero. La vecina Arsuf cayó junto con ella. Nazaret, Séforis, Cesarea, Haifa fueron tomadas una tras otra. La llegada de la flota de Egipto, que barrió la armada cruzada, redujo aún más las posibilidades de una defensa exitosa por parte cristiana.
Posteriormente, se dirigió a la costa tomando uno tras otro los puertos. Así cayeron Sidón, Beirut, Biblos, Torón y las tierras de la frontera del Condado de Trípoli con el Reino de Jerusalén. La única excepción fue Tiro, plaza situada en un cabo de fácil defensa que comandada por el marqués Conrado de Montferrato, noble llegado de visita a unos parientes y que mostró un gran liderazgo, ofreció una resistencia ordenada. Saladino dejó frente a Tiro a un ejército y marchó hacia el sur con el objetivo de conquistar Ascalón, plaza vital para la defensa de Egipto, a pesar de que sus emires le instaban a tomar Jerusalén. Saladino liberó al gran maestre del Temple, Gérard de Ridefort, a cambio de las fortalezas templarias de Gaza, Daroum y sus últimos baluartes en Samaria y al rey Guido de Lusignan a cambio de Ascalón, que, sin embargo, se negó a rendirse. A pesar de todo, fue tomada poco después por Saladino, junto a Ramla e Ibelín (en árabe, Yubna).
Una vez aseguradas las comunicaciones con Egipto puso sitio a Jerusalén. En aquel momento, Balián de Ibelín, miembro de una de las principales familias nobles, pidió a Saladino, poder ir de Tiro, donde estaba luchando, a Jerusalén, para sacar de ahí a su mujer e hijos a cambio de no colaborar en la defensa de esta ciudad. Sin embargo, fue reconocido, y se le pidió que comandara la resistencia de la ciudad por lo que mandó a Saladino un mensaje pidiéndole que le eximiera de cumplir su palabra de no luchar contra él, a lo que Saladino accedió.
Inicialmente se rechazó toda propuesta de capitulación, pues ningún cristiano quería ceder la ciudad, que consideraban santa al igual que los musulmanes. Saladino se decidió, pues, a tomar la ciudad por la fuerza. En octubre de 1187 la situación de los defensores era ya desesperada, y Balián trató de negociar la rendición. Saladino se negó pues había jurado tomar la ciudad por la fuerza al rechazarse sus ofrecimientos iniciales y ya no tenía razón para ceder en nada (se cuenta que mientras Balián explicaba sus condiciones de repente un estandarte sarraceno se izó en un baluarte, muestra de que las tropas de Saladino ya habían entrado). Sin embargo, cuando Balián amenazó con destruir completamente la ciudad antes que entregarla sin condiciones, Saladino consultó con sus emires y decidió acceder a las negociaciones que incluían perdonar la vida a todos los habitantes a cambio de la rendición, aunque sus emires exigieron que pagaran un impuesto por cabeza.
Una vez en posesión de la ciudad entregó los lugares sagrados cristianos a sacerdotes ortodoxos. Aunque convirtió las iglesias en mezquitas, Saladino tomó medidas para evitar que sus soldados exaltaran los ánimos cristianos. Balián y el patriarca Heraclio pagaron la compra de casi diez mil pobres y muchos que no pudieron pagar el impuesto para salir de Jerusalén aún tuvieron una relativa suerte: el hermano de Saladino, Saif ed-Din (Al-Adil), pagó por un buen número de ellos, como limosna a Alá por la victoria. No fue el único, siendo seguido por varios miembros de la corte. El mismo Saladino, en un acto de generosidad, perdonó a todos los ancianos de la ciudad. Finalmente Saladino pudo entrar en la mezquita de Al-Aqsa, el tercer lugar sagrado para los musulmanes después de La Meca y Medina el 2 de octubre de 1187.
De vuelta a la costa, Saladino tuvo que enfrentarse a la obstinada resistencia de Tiro, que una vez pasada la sorpresa inicial resultaba casi inexpugnable. Contaba además con el apoyo desde ultramar de las flotas italianas y sicilianas. Algunas crónicas, generalmente contrarias a Conrado, afirman que Saladino llevó prisionero al padre de Conrado, Guillermo V de Montferrato, que había sido apresado en Hattin. Ofreció liberar a Guillermo a cambio de su rendición, pero su anciano padre le animó a resistir. Supuestamente Saladino exclamó: "Este hombre es un pagano y muy cruel" y terminó liberando al anciano para que volviera con su hijo. Más suerte tuvo con la toma de Tartus, Giblé y Latakia, puertos que cayeron a pesar del apoyo del Reino de Sicilia. Tomó también Sahyoun, fortaleza hospitalaria en una montaña cercana y avanzó tomando Sarminiyah y la provincia de la ribera del Orontes. Llegó así a la frontera del Principado de Antioquía, al que arrebató Barzouyeh y cuya capital asedió antes de pactar una tregua.
Kerak, Safed, Belvoir, Kabouab y Chaubac (Montreal), fortalezas de Transjordania fueron sometidas a largos asedios y tras enconadas resistencias de las órdenes militares que las defendían, sometidas hacia 1189. También cayó Beaufort, junto a Trípoli.

##### Tercera Cruzada
Las consecuencias de la caída de Jerusalén no se hicieron esperar: el papa Urbano III convocó una nueva cruzada, la tercera, a la que acudieron los principales reyes cristianos. Se organizaron dos expediciones cristianas a esta llamada.
La primera de ellas, liderada por el emperador del Sacro Imperio, Federico I Barbarroja atravesó a pie los Balcanes y Anatolia, donde, para suerte de los musulmanes, murió ahogado al cruzar un río. Sin él, su ejército se disgregó, desapareciendo providencialmente la mayor amenaza para Saladino.
La otra, liderada por Felipe Augusto de Francia, Ricardo Corazón de León de Inglaterra y el duque Leopoldo de Austria, marchó por mar. Tras desembarcar en marzo de 1191, pusieron sitio a San Juan de Acre, que Saladino trató de socorrer. Sin embargo no logró romper el sitio, recobrando los cristianos la ciudad. Afortunadamente para Saladino, los cruzados pronto discutirían entre sí. El rey de Francia abandonó la cruzada después de que el orgulloso Ricardo se quedara con el mejor palacio y no lo tratara como igual, y el duque de Austria tras ver ofendido su estandarte por Ricardo, que lo arrojó de un baluarte.
Saladino emprendió entonces una intensa actividad diplomática para liberar a los cautivos que habían hecho los cristianos. Sin embargo, cuando tras arduas negociaciones se había llegado a un acuerdo, Ricardo los hizo ejecutar ante las continuas postergaciones del pago por Saladino. En dicho acuerdo habían establecido que Saladino entregaría la Vera Cruz a cambio de los 3000 musulmanes que Ricardo mantenía en una celda como rehenes pero ante el incumplimiento de Saladino Ricardo creyó un gasto innecesario mantener a esos prisioneros. El acto fue un golpe para el prestigio de Saladino, que no pudo salvar a los que habían resistido en la ciudad.
Ricardo se distinguió a lo largo de ese año en combate, venciendo en Arsuf a Saladino y recobrando algunas posiciones en la costa (como Jaffa). Hubo contactos, aunque probablemente se tratara de un engaño de Ricardo, para concertar la boda de Saif ed-Din, el hermano de Saladino, con la hermana de Ricardo, que recibirían Jerusalén con la obligación de proteger a los peregrinos de todos los credos, pero fracasaron cuando la hermana de Ricardo se negó a casarse con un musulmán.
Saladino y Ricardo enfermaron, recuperándose ambos. Por fin, cuando el rey de Inglaterra oyó noticias de la turbulenta situación de su país, no tuvo más remedio que aceptar la paz y tres años de tregua, que, aunque no les devolvía Jerusalén a los cristianos, les aseguraba la costa entre Tiro y Jaffa.
Saladino murió en 1193 en Damasco y fue enterrado en un mausoleo en el exterior de la Mezquita Omeya de Damasco. El emperador alemán Guillermo II donó un sarcófago en mármol, en el que sin embargo no descansa su cuerpo. En su tumba se exhiben el original, de madera, en el que está el cuerpo, y el de mármol, vacío.
Le sucedió su hijo Al-Afdal en el trono de Siria, dando comienzo así a la dinastía ayubí.

### Las disputas por el sultanato
En lugar de establecer un imperio centralizado, Saladino había establecido la propiedad hereditaria a través de sus tierras, dividiendo el Sultanato entre parientes; los miembros de la familia recibieron feudos semiautónomos y principados. A pesar de que estos príncipes debían fidelidad al sultán ayubí, con sus propios territorios, eran relativamente independientes. A la muerte de Saladino, az-Zahir tomó Alepo, de al-Adil por la disposición de su padre y Al-Aziz Utman celebró su coronación en El Cairo, mientras que su hijo mayor, al-Afdal retuvo Damasco que también incluía Palestina y gran parte de Líbano. Al-Adil entonces adquirió el norte de Mesopotamia, conocido como al-Yazira, donde mantuvo a los zengidas de Mosul a raya. En 1193, Masud de Mosul unió fuerzas con Zangi de Sinjar y juntos la coalición zengida trasladó sus pensamientos a ocupar la mayor cantidad de al-Yazira posible. Sin embargo, antes de que se pudiera lograr ningún resultado importante, Masud se enfermó y regresó a Mosul, y al-Adil entonces obligó a Zangi a hacer una paz rápida. El hijo de Al-Adil al-Mu'azzam tomó posesión de Kerak y Transjordania.
Pronto, sin embargo, los hijos de Saladino comenzaron a pelearse por la división del Sultanato. Saladino había nombrado a al-Afdal gobernador de Damasco con la intención de que su hijo debiera continuar para ver la ciudad como su lugar principal de residencia con el fin de subrayar la primacía de la yihad ("guerra santa") en contra de los estados cruzados. al-Afdal, sin embargo, encontró que su apego a Damasco contribuyó a su perdición. Varios de los emires subalternos de su padre abandonaron la ciudad para ir a El Cairo y presionar a al-Aziz Uthman con la intención de derrocarlo, con acusaciones de que era inexperto y tenía la intención de barrer la vieja guardia ayubí. Así, en 1194, él abiertamente exigió el sultanato pero al-Adil le animó a actuar ante la incompetencia percibida de al-Afdal poniendo al Sultanato ayubí en peligro. La afirmación de al-Aziz Uthman al trono fue demostrada en una serie de ataques a Damasco en 1196, lo que obligó a al-Afdal a dejar el gobierno por un menor puesto de alto perfil en Salkhad. al-Adil se estableció en Damasco como un lugarteniente de al-Aziz Uthman, pero ejerció mucha influencia en el Sultanato.
Cuando al-Aziz Uthman murió en un accidente de caza cerca de El Cairo, al-Afdal se hizo de nuevo sultán (aunque el hijo de al-Aziz Uthman, al-Mansur, era el gobernante nominal de Egipto), al-Adil después de estar ausente en una campaña en el noreste regresó y logró ocupar la ciudadela de Damasco, pero luego se enfrentó a un fuerte asalto de las fuerzas agrupadas de al-Afdal y su hermano az-Zahir. Estas fuerzas se desintegraron bajo el liderazgo de al-Afdal y en 1200, al-Adil volvió a la ofensiva. A la muerte de Uthman, dos clanes dentro del Sultanato se oponían entre sí; los mamelucos a quienes Shirkuh y Saladino habían alistado- los Asadiyya y Salahiyya. Estos últimos apoyaron a al-Adil, en su lucha contra al-Afdal. Con su apoyo, al-Adil conquistó El Cairo en 1200, y obligó a al-Afdal a aceptar el exilio interno. Se proclamó sultán de Egipto y Siria, después le confió el gobierno de Damasco a al-Mu'azzam y de Al-Yazira a su otro hijo al-Kamil. Alrededor de 1200, un Sharif ("cabeza tribal") Qatada Ibn Idris se hizo con el poder en La Meca y fue reconocido como el emir de la ciudad por al-Adil.
Al-Afdal se esforzó por recuperar Damasco por última vez, pero no pudo hacerlo. Al-Adil entró en la ciudad triunfante en 1201. Az-Zahir aún sostenía Alepo y Al-Afdal cedió Samosata en Anatolia. Ahora después de 60 años, la línea de al-Adil en lugar de la de Saladino dominaría los próximos 50 años. El sultán ayubí redistribuyo sus posesiones entre sus hijos: al-Kamil era quien lo sucedería en Egipto, al-Ashraf recibió al-Yazira, y a al-Awhad le fue dado Diyarbakır, pero este último territorio pasó al dominio de al-Ashraf después de que Awhad murió.
Al-Adil despertó la hostilidad abierta de los Hanbali en Damasco pero ignorando en gran medida a los cruzados, después de haber lanzado solo una campaña contra ellos. Sintió que el ejército de los cruzados era invencible en una lucha directa. Después de prolongadas campañas también se vislumbraban las dificultades de mantener una coalición árabe coherente. La tendencia en virtud de al-Adil fue un crecimiento constante del Sultanato, principalmente a través de la expansión de la autoridad ayubí en al-Yazira y Armenia. Los abasíes finalmente reconocieron el papel de al-Adil como sultán en 1207. Una campaña militar de los cruzados fue lanzada el 3 de noviembre de 1217, comenzando con una ofensiva hacia Transjordania. Al-Mu'azzam instó a al-Adil a lanzar un contraataque, pero se negó a la propuesta de su hijo. En 1218, la fortaleza de Damietta en el delta del Nilo, fue sitiada por los cruzados. Después de dos intentos fallidos, la fortaleza finalmente capituló el 25 de agosto; seis días más tarde, al-Adil murió.
Al-Kamil se proclamó sultán en El Cairo, mientras que su hermano al-Mu'azzam reclamó el trono de Damasco. Al-Kamil intentó retomar la fortaleza, pero fue obligado a retroceder por Juan de Brienne. Después de enterarse de una conspiración contra él, huyó, dejando el ejército egipcio. Cundió el pánico, pero con la ayuda de al-Mu'azzam, al-Kamil reagrupó sus fuerzas. Para entonces, sin embargo, los cruzados se habían apoderado de su campamento. Los ayubídas se ofrecieron a negociar la retirada de Damietta, ofreciendo la restauración de Palestina al Reino de Jerusalén, con la excepción de los fuertes de Mont Real y Karak. Esto fue rechazado por el líder de la Quinta cruzada, Pelagio de Albano y en 1221, fueron expulsados del delta del Nilo después de la victoria ayubí en Mansura.

### Desintegración

#### Perdida de territorios y cesión de Jerusalén
En el este, los Jorezmitas bajo Jalal ad-Din Mingburnu capturaron la ciudad de Khilat de al-Ashraf, mientras que los Rasulidas, nominalmente leales, comenzaron a invadir las propiedades territoriales de los ayubídas en Arabia. En 1222, los ayubíes nombraron al líder rasulida Ali Bin Rasul como gobernador de La Meca. El gobierno ayubí en Yemen y el Heyaz declinó y el gobernador ayubí de Yemen, Mas'ud bin Kamil, se vio obligado a partir a Egipto en 1223. Designó a Nurad-Din Umar como vicegobernador mientras estaba ausente. En 1224, la dinastía local al-Yamani ganó el control de Hadramaut de los ayubíes que lo habían sostenido en términos generales debido a la problemática situación de su administración en Yemen. Tras la muerte de Mas'ud bin Kamil en 1229, Nur ad-Din Umar se declaró a sí mismo como gobernante independiente de Yemen y suspendió el pago anual de tributos al sultanato ayubí en Egipto. 
Bajo Federico II, lanzó una Sexta Cruzada, aprovechando la lucha interna en curso entre al-Kamil de Egipto y al-Mu'azzam de Siria. Posteriormente, al-Kamil ofreció Jerusalén a Federico para evitar una invasión siria de Egipto, pero este último se negó. La posición de Al-Kamil se fortaleció cuando Al-Mu'azzam murió en 1227 y fue sucedido por su hijo an-Nasir Dawud. Al-Kamil continuó las negociaciones con Federico II en Acre en 1228, lo que llevó a un acuerdo de tregua firmado en febrero de 1229. El acuerdo otorgó a los cruzados el control sobre una Jerusalén no fortificada durante diez años, pero también garantizó el control de los musulmanes sobre los lugares sagrados islámicos en la ciudad. Aunque el tratado carecía de sentido en términos militares, an-Nasir Dawud lo usó para provocar los sentimientos de los habitantes de Siria y un sermón de viernes de un popular predicador en la Mezquita de los Omeyas "redujo la multitud a violentos sollozos y lágrimas".
El acuerdo con los cruzados fue acompañado por una propuesta de redistribución de los principados ayubíes, según la cual Damasco y sus territorios serían gobernados por al-Ashraf, quien reconoció la soberanía de al-Kamil. An-Nasir Dawud se resistió al asentamiento, enfurecido por la tregua ayyubí-cruzados. Las fuerzas de Al-Kamil llegaron a Damasco para hacer cumplir el acuerdo propuesto en mayo de 1229. El asedio ejerció una gran presión en la ciudad, pero los habitantes se unieron a an-Nasir Dawud, que apoyaba el gobierno estable de al-Mu'azzam y se enojaron con el tratado con Federico. Sin embargo, después de un mes, an-Nasir Dawud presentó una demanda por un resultado pacífico y recibió un nuevo principado centrado en Karak, mientras que al-Ashraf, el gobernador de Diyar Bakr, asumió el cargo de gobernador de Damasco.
Mientras tanto, los Selyucidas avanzaban hacia al-Yazira, y los descendientes de Qatada ibn Idris luchaban con sus señores ayubí sobre el control de La Meca. El conflicto entre ellos fue aprovechado por los Rasulidas de Yemen que intentaron acabar con la soberanía de los ayubídas en el Heyaz y poner la región bajo su control que lograron en 1238 cuando Nur al-Din Umar capturó La Meca.

#### División sirio-egipcia
El gobierno de Al-Ashraf en Damasco fue estable, pero él y los otros emires de Siria trataron de afirmar su independencia de El Cairo. En medio de estas tensiones, al-Ashraf murió en agosto de 1237 después de una enfermedad de cuatro meses y fue sucedido por su hermano como Salih Ismail. Dos meses después, el ejército egipcio de al-Kamil llegó y asedió a Damasco, pero Asih Ismail había destruido los suburbios de la ciudad para negar el refugio de las fuerzas de al-Kamil. En 1232, al-Kamil instaló a su hijo mayor As-Sálih Ayyub para gobernar a Hisn Kayfa, pero tras la muerte de al-Kamil en 1238, as-Salih Ayyub impugnó la proclamación del hermano menor al-Adil II Como sultán en El Cairo. As-Salih Ayyub finalmente ocupó Damasco en diciembre de 1238, pero su tío Ismail recuperó la ciudad en septiembre de 1239. El primo de Ismail, an-Nasir Dawud, detuvo a Ismail en Karak para evitar el arresto de Al-Adil II. Ismail formó una alianza con Dawud que lo liberó al año siguiente, lo que le permitió proclamarse sultán en lugar de al-Adil II en mayo de 1240.
A lo largo de la década de 1240, as-Salih Ayyub llevó a cabo represalias contra aquellos que apoyaron a al-Adil II, y luego se enfrentó con an-Nasir Dawud que se había reconciliado con as-Salih Ismail de Damasco. Los sultanes rivales as-Salih Ayyub e Ismail intentaron aliarse con los cruzados contra el otro. En 1244, los ayyubíes separatistas de Siria se aliaron con los cruzados y se enfrentaron a la coalición de as-Salih Ayyub y los Jorezmitas en Hirbiya, cerca de Gaza. Se produjo una gran batalla, que resultó en una gran victoria para as-Salih Ayyub y el virtual colapso del Reino de Jerusalén.

#### Restauración de la unidad
En 1244-1245, as-Salih Ayyub había tomado el área aproximada a la actual Cisjordania de an-Nasir Dawud; se apoderó de Jerusalén, luego marchó para tomar Damasco, que cayó con relativa facilidad en octubre de 1245. Poco después, Sayf al-Din Ali entregó su principado expuesto de Ajlun y su fortaleza a As-Salih Ayyub. La ruptura de la alianza entre los Jorezmitas y as-Salih Ayyub terminó con la virtual destrucción del primero por al-Mansur Ibrahim, el emir ayyubí de Homs, en octubre de 1246. Con la derrota de los Corasmios, As-Salih Ayyub fue capaz de completar la conquista del sur de Siria. Su general Fakhr ad-Din continuó para someter los territorios de Nasir Dawud. Saqueó la ciudad baja de Karak, luego asedió su fortaleza. Siguió un punto muerto con an-Nasir Dawud o Fakhr ad-Din lo suficientemente fuerte como para desalojar las fuerzas del otro. Finalmente se llegó a un acuerdo por el cual an-Nasir Dawud retendría la fortaleza, pero cede el resto de su principado a as-Salih Ayyub. Una vez resuelta la situación en Palestina y Transjordania, Fakhr ad-Din se mudó al norte y marchó hacia Bosra, el último lugar que aún conserva Ismail. Durante el sitio, Fakhr ad-Din cayó enfermo, pero sus comandantes continuaron el asalto contra la ciudad, que cayó en diciembre de 1246.
En mayo de 1247, as-Salih Ayyub era dueño de Siria al sur del lago Homs, habiendo ganado el control sobre Banyas y Salkhad. Con sus oponentes ayubíes sometidos, a excepción de Aleppo bajo an Nasir Yusuf, Asih Saly Ayyub emprendió una ofensiva limitada contra los Cruzados, enviando a Fakhr ad-Din a moverse contra sus territorios en Galilea. Tiberias cayó el 16 de junio, seguido por el Monte Tabor y Kawkab al-Hawa. Al poco tiempo Safad, con su fortaleza templaria, parecía fuera de su alcance, por lo que los ayubíes marcharon hacia el sur hasta Ascalon. Frente a la resistencia obstinada de la guarnición cruzada, una flotilla egipcia fue enviada por as-Salih Ayyub para apoyar el sitio y el 24 de octubre, las tropas de Fakhr ad-Din asaltaron una brecha en las paredes y mataron o capturaron a toda la guarnición. La ciudad fue arrasada y dejada desierta.
As-Salih Ayyub regresó a Damasco para vigilar los acontecimientos en el norte de Siria. Al-Ashraf Musa de Homs había cedido el importante baluarte de Salamiyah a As -Salih Ayyub el invierno anterior, quizás para subrayar su relación patrón-cliente. Esto preocupó a los ayubíes de Alepo que temían que se usara como base para la toma militar de su ciudad. An-Nasir Yusuf encontró esto intolerable y decidió anexarse a Homs en el invierno de 1248. La ciudad se rindió en agosto y los términos de Nasir Yusuf obligaron a Al-Ashraf Musa a entregar Homs, pero se le permitió retener Palmira y Tell Bashir en el desierto sirio. As-Salih Ayyub envió a Fakhr ad-Din para recuperar a Homs, pero Aleppo respondió enviando un ejército a Kafr Tab, al sur de la ciudad. An-Nasir Dawud dejó Karak por Alepo para apoyar a an-Nasir Yusuf, pero en su ausencia, sus hermanos al-Amjad Hasan y az-Zahir Shadhi detuvieron a su heredero al-Mu'azzam Isa y luego fueron personalmente al campamento de Salih Ayyub en al-Mansourah en Egipto para ofrecerle el control de Karak a cambio de las posesiones en Egipto. As-Salih Ayyub aceptó y envió al eunuco Badr al-Din Sawabi para que actuara como su gobernador en Karak.

### Caída

#### Ascenso de los mamelucos y caída de Egipto
En 1248, una flota cruzada de 1,800 barcos y buques llegó a Chipre con la intención de lanzar una Séptima Cruzada contra los musulmanes. Su comandante, Luis IX, intentó aliarse con los mongoles para lanzar un ataque coordinado sobre Egipto, pero cuando esto no se materializó, la fuerza de los cruzados navegó a Damietta y la población local huyó tan pronto como desembarcaron. Cuando as-Salih Ayyub, que se encontraba en Siria en ese momento, se enteró de esto, preparó su inmediato regreso a Egipto, evitando Damietta, y en su lugar, se acantono en Mansurah. Allí, organizó un ejército y levantó una fuerza de comando que hostigó a los cruzados.
As-Salih Ayyub estaba enfermo y su salud se deterioró aún más debido a la creciente presión de la ofensiva de los cruzados. Su esposa Shajar Al-Durr convocó a una reunión de todos los generales y se convirtió así en comandante en jefe de las fuerzas egipcias. Ordenó la fortificación de Mansura y luego almacenó grandes cantidades de provisiones y concentró sus fuerzas allí. También organizó una flota de galeras de guerra y las dispuso en varios puntos estratégicos a lo largo del río Nilo. Los intentos de los cruzados por capturar Mansurah fueron infructuosos y el rey Luis se encontró en una posición crítica. Logró cruzar el Nilo para lanzar un ataque sorpresa contra Mansurah. Mientras tanto, As-Salih Ayyub murió, pero Shajar al-Durr y los generales Mamelucos Bahrí de As -Salih Ayyub, incluyendo Izz al-Din Aybak, contrarrestaron el asalto e infligieron fuertes pérdidas a los Cruzados. Simultáneamente, las fuerzas egipcias cortaron la línea de suministros de los Cruzados en Damietta, impidiendo la llegada de refuerzos. El hijo de As Salih Ayyub y recién proclamado sultán ayubí al-Mu'azzam Turan-Shah llegó a Mansurah en este momento e intensificó la batalla contra los cruzados. Estos últimos finalmente fueron derrotados en la batalla de Fariskur, y el rey Luis y sus compañeros fueron tomados prisioneros.
Al-Mu'azzam Turan-Shah alienó a los mamelucos poco después de su victoria en Mansurah y los amenazó constantemente a ellos y a Shajar al-Durr. Temiendo por sus posiciones de poder, los mamelucos bahri se sublevaron contra el sultán y lo mataron en abril de 1250. Aybak se casó con Shajar al-Durr y posteriormente asumió el gobierno de Egipto en nombre de al-Ashraf II que se convirtió en sultán, pero solo nominalmente.

#### Dominio de Alepo
Con la intención de restaurar la supremacía de los descendientes directos de Saladino dentro de la familia ayubí, an-Nasir Yusuf pudo finalmente obtener el respaldo de todos los emir ayubídas con base en Siria en una causa común contra el Egipto dominado por los Mamelucos. Para 1250, tomó Damasco con relativa facilidad y, a excepción de Hama y Transjordania, la autoridad directa de Nasir Yusuf permaneció intacta desde el río Khabur en el norte de Mesopotamia hasta la península del Sinaí. En diciembre de 1250, atacó Egipto después de recibir la noticia de la muerte de Al-Mu'azzam Turan-Shah y la ascensión de Shajar al-Durr. El ejército de An-Nasir Yusuf era mucho más grande y mejor equipado que el del ejército egipcio, formado por las fuerzas de Alepo, Homs, Hama y los de los únicos hijos sobrevivientes de Saladino, Nusrat ad-Din y Turan-Shah Ibn Salah ad-Din. Sin embargo, sufrió una gran derrota a manos de las fuerzas de Aybak. An-Nasir Yusuf posteriormente regresó a Siria, que lentamente estaba escapando de su control.
Los mamelucos forjaron una alianza con los cruzados en marzo de 1252 y acordaron lanzar conjuntamente una campaña contra An-Nasir Yusuf. El rey Luis, que había sido puesto en libertad después del asesinato de Al-Mu'azzam Turan-Shah, condujo a su ejército a Jaffa, mientras que Aybak tenía la intención de enviar sus fuerzas a Gaza. Al enterarse de la alianza, an-Nasir Yusuf envió inmediatamente una fuerza a Tell al-Ajjul, en las afueras de Gaza, para evitar el cruce de los ejércitos mamelucos y cruzados. Mientras tanto, el resto del ejército ayyubí estaba estacionado en el valle del Jordán. Al darse cuenta de que una guerra entre ellos beneficiaría enormemente a los cruzados, Aybak y an-Nasir Yusuf aceptaron la mediación del Califa Abasí a través de Najm ad-Din al-Badhirai. En abril de 1253, se firmó un tratado mediante el cual los mamelucos mantendrían el control sobre todo Egipto y Palestina hasta Nablus, sin incluirlo, mientras que an-Nasir Yusuf sería confirmado como el gobernante de la Siria musulmana. Así, el gobierno ayyubí se terminó oficialmente en Egipto. Después de que reavivo el conflicto entre los mamelucos y los ayubíes, al-Badhirai organizó otro tratado, esta vez otorgando a Nasir Yusuf el control de los territorios de los mamelucos en Palestina y al-Arish en Sinaí. Sin embargo, en lugar de poner a los ayyubíes a cargo, an-Nasir Yusuf entregó Jerusalén a un mameluco llamado Kutuk mientras Nablus y Jenin fueron entregados a Baibars. 
Durante más de un año después del acuerdo con los mamelucos, la calma se asentó durante el reinado de Nasir Yusuf, pero el 11 de diciembre de 1256 envió dos emiasrios a los abasíes en Bagdad en busca de una investidura formal del califa, al-Musta'sim, como "sultán". Esta solicitud estaba relacionada con la rivalidad de an-Nasir con Aybak, ya que el título sería útil en futuras disputas con los mamelucos. Sin embargo, los mamelucos habían enviado a sus mensajeros a Bagdad previamente para garantizar precisamente que an-Nasir Yusuf no obtuviera el título, lo que colocaría a al-Musta'sim en una posición difícil.
A principios de 1257, Aybak fue asesinado en una conspiración, y fue sucedido por su hijo de 15 años, al-Mansur Ali, mientras que Saif ad-Din Qutuz tenía una posición influyente. Poco después del ascenso de al-Mansur Ali, surgieron rumores de otra conspiración con la que an-Nasir Yusuf tuvo una supuesta conexión. El conspirador acusado, el visir de al-Mansur Ali, Sharaf ad-Din al-Fa'izi, fue estrangulado por las autoridades egipcias. Los mamelucos bahri en Siria dirigidos por Baibars presionaron a an-Nasir Yusuf para que interviniera invadiendo Egipto, pero no actuó, temiendo que la dinastía bahri usurpara su trono si ganaban a Egipto.

#### Karak afirma la independencia
Las relaciones entre an-Nasir Yusuf y los mamelucos bahri se tensaron después de que el primero se negó a invadir Egipto. En octubre de 1257, Baibars y sus compañeros mamelucos salieron de Damasco o fueron expulsados de la ciudad y juntos se mudaron al sur de Jerusalén. Cuando el gobernador Kutuk se negó a ayudarlos contra an-Nasir Yusuf, Baibars lo depuso y le dijo a al-Mugith Umar, el emir de Karak, pronunciado en el khutba en la mezquita de al-Aqsa; A lo largo de los años, al-Mugith Umar había permitido a los disidentes políticos de El Cairo y Damasco, que buscaban protección de las autoridades mamelucos y ayubíes, un refugio seguro dentro de su territorio.
Poco después de ganar Jerusalén, Baibars conquistó Gaza y an-Nasir Yusuf envió a su ejército a Nablus en respuesta. Se produjo una batalla y los mamelucos finalmente huyeron a través del río Jordán hacia el área de Balqa. Desde allí llegaron a Zughar en el extremo sur del Mar Muerto, donde enviaron su sumisión a Karak. La nueva relación de Al-Mughith Umar con Baibars consolidó su independencia de la Siria de Nasir Yusuf. Para asegurar su independencia, al-Mughith Umar comenzó a distribuir los territorios de Palestina y Transjordania entre los mamelucos bahri. Los nuevos aliados formaron un pequeño ejército y se dirigieron a Egipto. A pesar de los avances iniciales en Palestina y al-Arish, se retiraron después de ver cuán abrumadoramente eran superados en número por el ejército egipcio. Sin embargo, Al-Mughith Umar y Baibars no se desanimaron y lanzaron un ejército de 1.500 caballeros regulares a Sinaí a principios de 1258, pero nuevamente fueron derrotados por los mamelucos de Egipto.

#### Invasión mongola y caída del Sultanato
Los ayubíes habían estado bajo la soberanía nominal del Imperio mongol después de que una fuerza mongola atacara los territorios ayubíes en Anatolia en 1244. An-Nasir Yusuf envió una embajada a la capital mongol Karakorum en 1250, poco después de asumir el poder. Sin embargo, estos entendimientos no duraron, y el Gran Khan Mongol, Möngke, emitió una directiva a su hermano Hulagu para extender los reinos del imperio hasta el río Nilo. Este último formó un ejército de 120,000 hombres y en 1258, destruyó Bagdad y asesinó a sus habitantes, incluido el Califa al-Musta'sim y la mayor parte de su familia después de que los ayubídas no reunieran un ejército para proteger la ciudad. Ese mismo año, perdieron Diyar Bakr a los mongoles.
An-Nasir Yusuf envió una delegación a Hulagu después, repitiendo sus protestas a la sumisión. Hulagu se negó a aceptar los términos y por eso an-Nasir Yusuf pidió ayuda a El Cairo. Esta declaración coincidió con un exitoso golpe de Estado de los mamelucos con sede en El Cairo contra el liderazgo simbólico ayubída restante en Egipto, donde el hombre fuerte Qutuz tomó oficialmente el poder. Mientras tanto, se reunió un ejército ayyubí en Birzeh, justo al norte de Damasco, para defender la ciudad contra los mongoles que ahora marchaban hacia el norte de Siria. Alepo fue pronto asediado y en enero de 1260 cayó en manos de los mongoles. La Gran Mezquita y la Ciudadela de Alepo fueron arrasadas y la mayoría de los habitantes fueron asesinados o vendidos como esclavos. La destrucción de Alepo causó pánico en la Siria musulmana; El emir ayubí de Homs, al-Ashraf Musa, se ofreció a aliarse con los mongoles al acercarse a su ejército y Hulagu le permitió continuar con el gobierno de la ciudad. Hama también capituló sin resistirse, pero no unió fuerzas con los mongoles. An-Nasir Yusuf optó por huir de Damasco para buscar protección en Gaza. 
Hulagu partió hacia Karakorum dejando a Kitbuqa, un general cristiano nestoriano, para continuar la conquista mongola. Damasco capituló después de la llegada del ejército mongol, pero no fue destruida como otras ciudades musulmanas capturadas. Sin embargo, desde Gaza, an-Nasir Yusuf logró reunir a la pequeña guarnición que dejó en la Ciudadela de Damasco para rebelarse contra la ocupación mongola. Los mongoles tomaron represalias lanzando un asalto masivo de artillería en la ciudadela y, cuando se hizo evidente que an-Nasir Yusuf no podía aliviar la ciudad con un ejército recién formado, la guarnición se rindió.
Los mongoles procedieron conquistando Samaria, matando a la mayor parte de la guarnición ayubí en Nablus, y luego avanzaron hacia el sur, hasta Gaza, sin obstáculos. An-Nasir Yusuf pronto fue capturado por los mongoles y utilizado para persuadir a la guarnición de Ajlun para que capitulara. Posteriormente, el gobernador juvenil ayyubí de Banyas se alió con los mongoles, que ahora habían tomado el control de la mayor parte de Siria y al-Yazira, lo que terminó efectivamente con el poder ayubí en la región. El 3 de septiembre de 1260, el ejército mameluco con sede en Egipto liderado por Qutuz y Baibars desafió a la autoridad mongol y derrotó decisivamente sus fuerzas en la batalla de Ain Jalut, fuera de Zir'in en el valle de Jezreel. Cinco días después, los mamelucos tomaron Damasco y en un mes, la mayor parte de Siria estaba en manos de los Mamelucos bahri. Mientras tanto, an-Nasir Yusuf fue asesinado en cautiverio.

### Restos de la dinastía
Muchos de los emires ayubíes de Siria fueron desacreditados por Qutuz por colaborar con los mongoles, pero dado que al-Ashraf Musa desertó y luchó junto a los mamelucos en Ain Jalut, se le permitió continuar su dominio sobre Homs. Al-Mansur de Hama había luchado junto a los mamelucos desde el comienzo de su conquista y, debido a esto, Hama continuó siendo gobernado por los descendientes ayubíes de Al-Muzaffar Umar. Después de la muerte de Al-Ashraf Musa en 1262, el nuevo sultán mameluco, Baibars, se anexó Homs. Al año siguiente, al-Mughith Umar fue engañado para que Karak se rindiera a Baibars y fue ejecutado poco después por haberse puesto del lado de los mongoles.
El último gobernante ayubí de Hama murió en 1299 y Hama pasó brevemente a la soberanía directa de los mamelucos. Sin embargo, en 1310, bajo el patrocinio del sultán Mameluco al-Nasir Muhammad, Hama fue devuelto a los ayubíes bajo el conocido geógrafo y autor Abu al-Fida. Este último murió en 1331 y fue sucedido por su hijo al-Afdal Muhammad, quien finalmente perdió el favor de sus señores mamelucos. Fue retirado de su puesto en 1341 y Hama volvió nuevamente al dominio de los mamelucos definitivamente.
En el sureste de Anatolia, los ayubíes continuaron gobernando el principado de Hisn Kayfa y lograron seguir siendo una entidad autónoma, independiente del Ilkanato mongol, que gobernó el norte de Mesopotamia hasta la década de 1330. Después de la ruptura del Ilkanato, sus antiguos vasallos en el área, los artúquidas, emprendieron la guerra contra los ayubídas de Hisn Kayfa, pero fueron derrotados decisivamente y los ayubídas ganaron las posesiones de los artúqidas en la orilla izquierda del río Tigris. En el siglo XIV, los ayubíes reconstruyeron el castillo de Hisn Kayfa, que les sirvió de fortaleza. Los ayubíes de Hisn Kayfa fueron vasallos de los mamelucos y más tarde de los Dulkadiridas hasta ser suplantados por el Imperio otomano a principios del siglo XVI.

## Gobierno

### Estructura
Saladino estructuró su Sultanato en torno al concepto de soberanía colectiva, es decir, una confederación de principados unidos por la idea del gobierno familiar. Según este acuerdo, existían numerosos "pequeños sultanes", mientras que un miembro de la familia, como Sultan al-Mu'azzam, reinaba supremamente. Después de la muerte de Saladino, esta posición codiciada se abrió a quien fuera lo suficientemente fuerte como para apoderarse de ella. La rivalidad posterior entre los ayubíes de Siria y Egipto llegó a un punto donde los gobernantes de cada territorio a veces se coludían con los cruzados contra el otro. El gobierno ayubí difería en estas dos regiones. En Siria, cada ciudad importante era gobernada como un principado relativamente independiente bajo un miembro de la familia ayubí, mientras que en Egipto la larga tradición de gobierno centralizado permitió a los ayubíes mantener el control directo sobre la provincia desde El Cairo. Sin embargo, fue Bagdad, sede del Califato, quien ejerció la hegemonía cultural y política sobre los territorios ayubíes, particularmente los del sudoeste asiático. Por ejemplo, el qadi ("jefe de justicia") de Damasco todavía era designado por los abasíes durante el gobierno ayyubí.
El poder político se concentró en la familia ayyubí, que no se caracterizaba necesariamente solo por la relación de sangre; los esclavos e íntimos podían adquirir un gran poder e incluso el poder supremo dentro de él. Era común que las madres de los jóvenes gobernantes ayubíes actuaran como poderes independientes o, en algunos casos, gobernantes por derecho propio. Los eunucos ejercieron un poder sustancial bajo los ayubíes, sirviendo como asistentes y atabegs dentro del hogar o como emires, gobernadores y comandantes del ejército fuera del hogar. Uno de los partidarios más importantes de Saladino fue el eunuco Baha ad-Din ibn Shaddad quien lo ayudó a deponer a los fatimíes, desposeer sus propiedades y construir el muro de la ciudadela de El Cairo. Después de la muerte de al-Aziz Uthman, se convirtió en el regente de su hijo al-Mansur y gobernó efectivamente sobre Egipto por un corto tiempo antes de la llegada de al-Adil. Los sultanes posteriores designaron a los eunucos como sultanes adjuntos e incluso les otorgaron soberanía sobre ciertas ciudades, como Shams al-Din Sawab, a quien se le dieron las ciudades de Yazira de Amid y Diyar Bakr en 1239.
Los ayubíes tenían tres medios principales para reclutar a las élites educadas que necesitaban para administrar sus ciudades y pueblos. Algunos de estos líderes locales, conocidos como jeques, ingresaron al servicio de un gobernante ayyubí y, por lo tanto, sus ofertas de poder fueron apoyadas por los ingresos y la influencia de la Familia ayubí. Otros fueron pagados directamente de los ingresos obtenidos del Diwan, un alto organismo gubernamental del estado. El tercer método fue la asignación a los jeque de los ingresos de las donaciones benéficas, conocidas como Waqfs. Los ayubíes, como sus diversos predecesores en la región, tenían relativamente pocas agencias estatales por las cuales podían penetrar sus ciudades y pueblos. Para vincularse con la élite educada de sus ciudades, confiaron en el uso político de las prácticas de mecenazgo. La asignación de ingresos de waqf a esta élite fue similar a la asignación de feudos (Iqtá) a los comandantes y generales del ejército. En ambos casos, permitió a los ayubíes reclutar una élite dependiente, pero no administrativamente subordinada.
Después de su conquista de Jerusalén en 1187, los ayubíes bajo Saladino pueden haber sido los primeros en establecer la posición de amir al-hajj (comandante de la peregrinación) para proteger las caravanas anuales de Hajj que salían de Damasco a La Meca con el nombramiento de Tughtakin ibn Ayyub para la oficina.

### Sede del gobierno
La sede del gobierno ayubí durante el gobierno de Saladino desde la década de 1170 hasta el reinado de al-Adil en 1218 había sido Damasco. La ciudad proporcionó una ventaja estratégica en la guerra constante con los cruzados y permitió que el sultán vigilara a sus vasallos relativamente ambiciosos en Siria y al-Yazira. El Cairo era demasiado remoto para servir como base de operaciones, pero siempre había servido como la base económica del Sultanato. Esto convirtió a la ciudad en un componente crítico en el repertorio de las posesiones ayubíes. Cuando Saladino fue proclamado sultán en El Cairo en 1171, eligió el Palacio Occidental Menor construido por los Fatimi (parte de un complejo de palacios más grande en El Cairo, aislado de la expansión urbana) como sede del gobierno. El propio Saladino residía en el antiguo palacio visir fatimí, Turan-Shah se hizo cargo de la vivienda de un antiguo príncipe fatimí, y su padre ocupó el Pabellón de las Perlas que estaba situado a las afueras de El Cairo con vistas al canal de la ciudad. Los sucesivos sultanes ayubíes de Egipto vivirían en el Palacio Occidental Menor.
Después de que al-Adil tomara el trono en El Cairo y con él el sultanato, comenzó el período de rivalidad entre Damasco y El Cairo para convertirse en la capital del Sultanato ayubí. Bajo al-Adil y al-Kamil, Damasco continuó siendo una provincia autónoma cuyo gobernante se reservaba el derecho de designar a su propio heredero, pero durante el gobierno de As-Sálih Ayyub, las campañas militares contra Siria redujeron a Damasco a un vasallo de El Cairo. Además, Ayyub estableció nuevas reglas tanto en la administración como en el gobierno para centralizar su régimen; confirió las posiciones más prominentes del estado a sus confidentes cercanos, en lugar de a sus parientes ayubíes. Su esposa Shajar Al-Durr, por ejemplo, manejó los asuntos de Egipto mientras él estaba en Siria. Ayyub delegó oficialmente su autoridad a su hijo muerto Khalil e hizo que al-Durr actuara formalmente en nombre de Khalil.

## Gobernantes ayubíes
Anexo:Gobernantes ayubíes

### En Egipto
- Saladino (Salah al-Din Yusuf) (1138-1171-1193).
- al-Aziz Utman (1171-1193-1198), hijo de Saladino, proclamado Sultán de Egipto.
- Abu Bakr Malik al-Adil I. (1145-1198-1218). Hermano de Saladino.
- Malik al-Kamil (1180-1218-1238) Hijo de al-Adil.
- Al-Adil II (1238-1240) Hijo de Al -Kamil
- al-Salih Ayyub (¿?-1240-1249). Hijo de al-Kamil.
- Turan Shah (¿?-1249-1250). Hijo de al-Ayyub.